# Liste des ministres haïtiens de la Défense
Le poste du ministre de la Défense nationale d'Haïti fut établi en 1804 sous le titre de ministère de la Guerre et de la Marine et ensuite suspendu, avec tous les autres ministères, à la fin du premier empire haïtien en 1806. Il est rétabli en 1843 jusqu'à son abolition en 1916 sous l'occupation américaine. Le décret-loi du 29 décembre 1941 rétablit le ministère sous son nom actuel de Défense nationale pendant la Seconde Guerre mondiale. Le ministère est une fois de plus suspendu en 1996 avec la dissolution des Forces Armées d'Haïti. En octobre 2011, le ministère est rétabli une fois encore.

## Liste
| Début              | Fin                | Ministre                     | Notes      |
| ------------------ | ------------------ | ---------------------------- | ---------- |
| 2 septembre 1804   | 17 octobre 1806    | Etienne Gérin                |            |
| Poste suspendu     |                    |                              |            |
| 14 mars 1843       | 4 avril 1843       | André Laudun                 |            |
| 4 avril 1843       | 7 janvier 1844     | Philippe Guerrier            |            |
| 7 janvier 1844     | 3 mai 1844         | Hérard Dumesle               |            |
| 3 mai 1844         | 1er mars 1846      | Jacques Sylvain Hyppolite    |            |
| 1er mars 1846      | 16 novembre 1846   | Tape-à-l'Oeil Lazarre        |            |
| 16 novembre 1846   | 3 avril 1847       | Alexis Dupuy                 |            |
| 3 avril 1847       | 9 avril 1848       | Jean M. Paul                 |            |
| 9 avril 1848       | 15 janvier 1859    | Louis Dufrene                | [ 1 ]      |
| 17 janvier 1859    | 10 août 1861       | Thimoléon Déjoie             |            |
| 10 août 1861       | 31 janvier 1863    | Laguerre Obas                |            |
| 31 janvier 1863    | 13 août 1866       | Théodate Philippeaux         |            |
| 13 août 1866       | 7 mars 1867        | Jean-Pierre Hector           |            |
| 7 mars 1867        | 13 mars 1867       | J.J. Saint-Victor            |            |
| 8 mai 1867         | 18 février 1869    | Ménélas Clément              |            |
| 18 février 1869    | 6 septembre 1869   | Casseus Daniel               |            |
| 6 septembre 1869   | 6 novembre 1869    | Victorin Chevalier           |            |
| 8 novembre 1869    | 29 décembre 1869   | Innocent Michel Pierre       |            |
| 29 décembre 1869   | 23 mars 1870       | Montmorency Benjamin         |            |
| 23 mars 1870       | 27 avril 1871      | Pierre Monplaisir Pierre     |            |
| 27 avril 1871      | 15 juillet 1871    | Jean-François Cauvin         |            |
| 15 juillet 1871    | 15 mai 1874        | Saul Liautaud                |            |
| 15 mai 1874        | 24 avril 1876      | Prosper Faure                |            |
| 24 avril 1876      | 20 juillet 1876    | Morin Montasse               |            |
| 20 juillet 1876    | 24 novembre 1876   | Casseus Daniel               |            |
| 24 novembre 1876   | 17 juillet 1878    | Auguste Montas               |            |
| 17 juillet 1878    | 14 novembre 1878   | Turenne Carrié               |            |
| 14 novembre 1878   | 30 juin 1879       | Jean-Chrisostome François    |            |
| 30 juin 1879       | 17 août 1879       | Armand Thoby                 | [ note 1 ] |
| 1er septembre 1879 | 3 octobre 1879     | Hériston Hérissé             |            |
| 3 octobre 1879     | 3 novembre 1879    | Séïde Thélémaque             |            |
| 3 novembre 1879    | 31 décembre 1881   | Henri Piquant                |            |
| 31 décembre 1881   | 14 mars 1884       | Innocent Michel Pierre       |            |
| 14 mars 1884       | 15 mai 1887        | A. Roul Brenor Prophète      |            |
| 15 mai 1887        | 10 août 1888       | Tirésias Simon Sam           |            |
| 1er septembre 1888 | 28 septembre 1888  | Séïde Thélémaque             |            |
| 1er octobre 1888   | 15 octobre 1888    | Pierre Théoma Boisrond-Canal |            |
| 19 novembre 1888   | 27 avril 1889      | Anselme Prophète             |            |
| 27 avril 1889      | 31 mai 1889        | Joseph Cadet Jérémie         | [ note 1 ] |
| 31 mai 1889        | 29 octobre 1889    | Sénèque M. Pierre            |            |
| 29 octobre 1889    | 12 août 1890       | Borno Monpoint               |            |
| 12 août 1890       | 19 août 1891       | Jean-Baptiste Béliard        |            |
| 19 août 1891       | 11 août 1892       | Morin Montasse               |            |
| 11 août 1892       | 5 octobre 1893     | Turenne Jean-Gilles          |            |
| 5 octobre 1893     | 24 octobre 1893    | Fabius Ducasse               | [ note 1 ] |
| 24 octobre 1893    | 27 décembre 1893   | Adelson Verne                |            |
| 27 décembre 1893   | 31 mars 1896       | Tirésias Simon Sam           |            |
| 6 avril 1896       | 17 décembre 1896   | Borno Monpoint               |            |
| 17 décembre 1896   | 13 décembre 1897   | Septimus Marius              |            |
| 13 décembre 1897   | 12 mai 1902        | Vilbrun Guillaume Sam        |            |
| 20 mai 1902        | 21 décembre 1902   | Pierre Nord Alexis           |            |
| 22 décembre 1902   | 6 décembre 1908    | Cyriaque Célestin            |            |
| 8 décembre 1908    | 19 décembre 1908   | Charles Roland               |            |
| 19 décembre 1908   | 19 juillet 1911    | Septimus Marius              |            |
| 20 juillet 1911    | 4 août 1911        | Horelle Monplaisir           |            |
| 4 août 1911        | 16 août 1911       | Oreste Zamor                 |            |
| 16 août 1911       | 16 septembre 1912  | Horacius Limage Philippe     |            |
| 16 septembre 1912  | 17 mai 1913        | François Beaufossé Laroche   |            |
| 17 mai 1913        | février 1914       | Philippe Argant              |            |
| 8 février 1914     | 11 novembre 1914   | Félesmin Etienne             |            |
| 11 novembre 1914   | 27 février 1915    | Charles Salnave              |            |
| 9 mars 1915        | 30 avril 1915      | Mizaël Codio                 |            |
| 30 avril 1915      | 27 juillet 1915    | Jean-François Milfort        |            |
| 14 août 1915       | 3 octobre 1915     | Charles Leconte              |            |
| 3 octobre 1915     | 18 décembre 1915   | Joseph Dessources            |            |
| 18 décembre 1915   | 9 mai 1916         | Annulysse André              |            |
| Poste aboli        |                    |                              |            |
| 5 janvier 1942     | 11 janvier 1946    | Vély Thébaud                 |            |
| 12 janvier 1946    | 19 août 1946       | Paul Magloire                |            |
| 10 avril 1947      | 26 novembre 1948   | Georges Honorat              |            |
| 26 novembre 1948   | 6 mai 1950         | Louis Raymond                |            |
| 6 mai 1950         | 10 mai 1950        | Castel Démesmin              |            |
| 12 mai 1950        | 3 août 1950        | Paul Magloire                |            |
| 3 août 1950        | 6 décembre 1950    | Luc Fouché                   |            |
| 6 décembre 1950    | 29 février 1952    | Arsène Magloire              |            |
| 29 février 1952    | 1er avril 1953     | Paracelse Pélissier          |            |
| 1er avril 1953     | 31 juillet 1954    | Ducasse Jumelle              |            |
| 31 juillet 1954    | 6 septembre 1955   | Luc Prophète                 |            |
| 6 septembre 1955   | 29 août 1956       | Adelphin Telson              |            |
| 29 août 1956       | 15 décembre 1956   | Alphonse Racine              |            |
| 15 décembre 1956   | 2 février 1957     | Rodolphe Barau               |            |
| 9 février 1957     | 2 avril 1957       | Thézalus Pierre-Etienne      |            |
| 6 avril 1957       | 10 juin 1957       | Léonce Bernard               |            |
| 10 juin 1957       | 14 juin 1957       | Seymour Lamothe              |            |
| 14 juin 1957       | 22 octobre 1957    | Gaston Georges               |            |
| 22 octobre 1957    | 22 avril 1959      | Frédéric Duvigneau           |            |
| 22 avril 1959      | 19 décembre 1959   | Jean A. Magloire             |            |
| 19 décembre 1959   | 30 mai 1961        | Aurèle Joseph                |            |
| 30 mai 1961        | 6 octobre 1962     | Boileau Méhu                 |            |
| 6 octobre 1962     | 25 mai 1964        | Luc D. François              |            |
| 25 mai 1964        | 22 mai 1967        | Jean Julmé (en)              |            |
| 22 mai 1967        | 14 octobre 1967    | Morille Figaro               |            |
| 14 octobre 1967    | 22 avril 1971      | Aurèle Joseph                |            |
| 22 avril 1971      | 15 novembre 1972   | Luckner Cambronne            |            |
| 15 novembre 1972   | 16 janvier 1973    | Roger Lafontant              |            |
| 16 janvier 1973    | 20 mars 1974       | Breton Nazaire               |            |
| 20 mars 1974       | 31 mars 1976       | Paul Blanchet                |            |
| 31 mars 1976       | 27 mai 1977        | Pierre Biamby                |            |
| 27 mai 1977        | 3 novembre 1978    | Aurélien Jeanty              |            |
| 3 novembre 1978    | 20 avril 1979      | Achille Salvant              |            |
| 20 avril 1979      | 13 novembre 1979   | Bertholand Edouard           |            |
| 13 novembre 1979   | 23 avril 1980      | Claude Raymond               |            |
| 23 avril 1980      | 5 janvier 1981     | Frantz Médard                |            |
| 5 janvier 1981     | 30 avril 1982      | Edouard Berrouet             |            |
| 30 avril 1982      | 12 juillet 1982    | Joseph Alexis Guerrier       |            |
| 12 juillet 1982    | 12 septembre 1985  | Roger Lafontant              |            |
| 12 septembre 1985  | 5 novembre 1985    | François Guillaume           |            |
| 5 novembre 1985    | 30 décembre 1985   | Jean-Marie Chanoine          |            |
| 30 décembre 1985   | 7 février 1986     | Pierre Merceron              |            |
| 7 février 1986     | 18 septembre 1988  | Williams Régala              |            |
| 18 septembre 1988  | 16 février 1989    | Carl Dorsainville            |            |
| 16 février 1989    | 18 décembre 1989   | Acédius Saint-Louis          |            |
| 18 décembre 1989   | 16 mars 1990       | Fritz Romulus                |            |
| 16 mars 1990       | 19 février 1991    | Jean Thomas                  |            |
| 19 février 1991    | 11 octobre 1991    | René Préval                  |            |
| 15 octobre 1991    | 14 avril 1992      | Gracia Jean                  |            |
| 14 avril 1992      | 19 juin 1992       | Serge M. Charles             |            |
| 19 juin 1992       | 1er septembre 1993 | Carl-Michel Nicholas         |            |
| 1er septembre 1993 | 16 mai 1994        | Jean Béliotte                |            |
| 16 mai 1994        | 18 juillet 1994    | Willio Noailles              |            |
| 18 juillet 1994    | 8 novembre 1994    | Carl-Michel Nicholas         |            |
| 8 novembre 1994    | 6 mars 1996        | Wilthan Lhérisson            |            |
| Poste suspendu     |                    |                              |            |
| 18 octobre 2011    | 14 mai 2012        | Thierry Mayard-Paul          |            |
| 14 mai 2012        | 2 avril 2014       | Jean Rodolphe Joazile        |            |
| 2 avril 2014       | 23 mars 2016       | Lener Renaud                 | [ 2 ]      |
| 23 mars 2016       | 11 avril 2016      | Simon Dieuseul Desras        | [ note 1 ] |
| 11 avril 2016      | 26 avril 2016      | Antoine Atouriste            |            |
| 26 avril 2016      | 21 mars 2017       | Enex Jean-Charles            |            |
| 21 mars 2017       | 16 septembre 2018  | Hervé Denis                  |            |
| 17 septembre 2018  | 4 mars 2020        | Enold Joseph                 | [ 3 ]      |
| 5 mars 2020        | 20 juillet 2021    | Jean Walnard Dorneval        | ,          |
| 20 juillet 2021    | 12 juin 2024       | Enold Joseph                 |            |
| 12 juin 2024       | 16 novembre 2024   | Jean Marc Berthier Antoine   |            |
| 16 novembre 2024   | en fonction        | Jean Michel Moïse            |            |